# Szefowie Sztabu Lotnictwa (Wielka Brytania)
Szef Sztabu Lotnictwa (en. Chief of the Air Staff), naczelny dowódca Królewskich Sił Powietrznych, członek Komitetu Szefów Sztabów oraz Rady Sił Powietrznych.

## Szefowie Sztabu Lotnictwa
- 1918–1918 : Hugh Trenchard
- 1918–1919 : Frederick Sykes
- 1919–1930 : Hugh Trenchard
- 1930–1933 : John Salmond
- 1933–1933 : Geoffrey Salmond
- 1933–1933 : John Salmond
- 1933–1937 : Edward Leonard Ellington
- 1937–1940 : Cyril Newall, 1. baron Newall
- 1940–1946 : Charles Portal, 1. wicehrabia Portal of Hungerford
- 1946–1950 : Arthur Tedder
- 1950–1953 : John Slessor
- 1953–1955 : William Dickson
- 1955–1960 : Dermot Boyle
- 1960–1963 : Thomas Pike
- 1963–1967 : Charles Elworthy
- 1967–1971 : John Grandy
- 1971–1974 : Denis Spotswood
- 1974–1976 : Andrew Humphrey
- 1976–1977 : Neil Cameron
- 1977–1982 : Michael Beetham
- 1982–1985 : Keith Williamson
- 1985–1988 : David Craig
- 1988–1992 : Peter Harding
- 1992–1997 : Michael Graydon
- 1997–2000 : Richard Johns
- 2000–2003 : Peter Squire
- 2003–2006 : Jock Stirrup
- 2006 - : Glenn Torpy